# Aedes palpalis
Aedes palpalis är en tvåvingeart som först beskrevs av Robert Newstead 1907.  Aedes palpalis ingår i släktet Aedes och familjen stickmyggor. Inga underarter finns listade i Catalogue of Life.